# Famke Boonstra
Famke Boonstra (Soesterberg, 23 september 2001) is een Nederlands volleybalspeelster. Boonstra kwam in Nederland uit voor AVV Keistad, Prima Donna Kaas Huizen en Team 22. In het buitenland speelde ze voor de Belgische club Antwerp Ladies VT en de Duitse club Dresdner SC. Sinds 2024 komt Boonstra uit voor het Zwitserse Geneve Volley.

## Carrière
Boonstra begon op achtjarige leeftijd met volleyballen. Ze speelde bij de volleybalclubs AVV Keistad en Prima Donna Kaas Huizen. Op zeventienjarige leeftijd begon ze volleybal op professioneel niveau te gaan beoefenen bij Team 22 in Arnhem. Met deze club kwam Boonstra uit in de Eredivisie. In 2022 maakte Boonstra haar debuut in de Nederlandse volleybalploeg. Na drie seizoenen in Nederland maakte ze de overstap naar het Belgische Antwerp Ladies VT. Voorafgaande aan het seizoen 2023/24 tekende Boonstra een tweejarig contract bij Dresdner SC, uitkomend in de Duitse Bundesliga. Voor deze nieuwe club in de Bundesliga maakte ze haar debuut in een wedstrijd tegen VC Neuwied 77. Ze nam met haar club deel aan de CEV Cup, waarin ze werd uitgeschakeld door Neuchâtel Université Club Volleyball. In 2024 maakte Boonstra de overstap naar het Zwitserse Geneve Volley.